# Навкратис
Навкратис (на гръцки: Ναύκρατις; египетски имена: Nokradj, Per-Meryt) е древен град, основан от гръцки заселници в Египет през VII век пр. Хр. Разположен на Делтата на Нил, Навкратис е най-ранното гръцко селище и единственият емпорион (търговско пристанище със специален статут) в Египет.

## История
Точната дата на основаване не е известна със сигурност. Според Херодот, фараон Амасис II (570 – 526 г. пр. Хр.) предоставил Навкратис на гръцки заселници от различни градове в средата на VI век пр. Хр. Археологическият материал обаче, както и сведения от други автори (Страбон, Атеней, Сафо) сочат към по-ранна дата, около 620 – 610 г. пр. Хр., при управлението на Псамтик I.
Навкратис е основното търговско пристанище на западната Делта на Нил до основаването на Александрия през 331 г. пр. Хр. През елинистическата и римската епоха продължава да играе важна роля. През византийския период, Навкратис просъществува като скромно селище до около VII век сл. Хр.
В древността, Навкратис е известен с търговията, храмовете и куртизанките си, включително хетерата от тракийски произход Родопис.

## Организация
Според Херодот, който посещава Египет през V век пр. Хр., Навкратис е създаден по инициатива на египетския фараон Амасис ΙΙ и с участие на гърци от девет града: йонийци от Хиос, Теос, Фокея, Клазомена, дорийци от Родос, Книдос, Халикарнас, Фаселис, еолийци от Митилене на о-в Лесбос. Фараонът Амасис ΙΙ, когото Херодот нарича „приятел на елините“, им дал града и разрешил да строят храмове на своите божества.
Археологическите разкопки разкриват в южната част на града заграден участък с храмове на египетски божества: Амон Ра, Мут, Хонсу-Тот, Мин. В северната част са разположени гръцките светилища на Аполон (построено от милетците), Хера (на самосците), Зевс (от Егина), Диоскурите, както и голяма постройка, която археолозите идентифицират с Елениона – най-посещаваното и най-известно светилище в Навкратис, според Херодот, изградено от деветте града, които отговарят за емпориона. Археологическите находки показват, че в този участък са били почитани различни богове, включително „боговете на Елините“ – едно от най-ранните известни свидетелства за идеята за обща „гръцка“ идентичност.
В центъра на Навкратис, близо до светилището на Афродита, е намерена работилница за фаянс, където са изработвани скарабеи и други амулети, които градът изнася през VI век пр. Хр. Разкрити са още работилници за керамика, лампи, фигурки от теракота, съдове от алабастър и скулптури.
Северно от града е разположен некропол, датиращ от архаичната до елинистическата епоха.

## Население
Населението на Навкратис включва хора от различни краища на гръцкоговорещия свят. Дали в града живеят и египтяни, и каква е тяхната роля, е предмет на дълъг спор между класицисти и египтолози. Епиграфските данни свидетелстват за присъствието на египтяни в града още в третата четвърт на VI век пр. Хр.

## История на проучването
Древният град е преоткрит през XIX в. Археологически разкопки провежда пръв Флиндерс Питри заедно с Ернест Гарднър (1884 – 1885 г. и 1885 – 1886 г.), чрез британския „Фонд за изследване на Египет“. През 1899 и 1903 г. Дейвид Хогарт, под егидата на Британската школа в Атина, разкрива голяма част от града. Разкопките са подновени от американска експедиция през 1977 – 1978 и 1980 – 1982 г. под ръководството на Уилям Кулсън и Алберт Ленард. На този етап голяма част от града вече се намира под вода, което възпрепятства по-нататъшни разкопки.